# Kantvik
Kantvik är ett bostadsområde i Kyrkslätt i Nyland. På 1960-talet uppförde Finska Socker Ab en fabrik där. Kantvik har troligen fått sitt namn från Björn Kante som levde på 1400-talet. Dennes söner omnämns i skriftliga källor som övertagare av jord 1476.
I Kantvik finns lågstadieskola, daghem och matbutik. 
I närheten ligger Kantviks hamn, som sedan 2019 ägs och drivs av Inkoo Shipping.